# لدتسه (ناحیه برنو-تسوونتری)
لدتسه (به چکی: Ledce) یک منطقهٔ مسکونی در جمهوری چک است که در ناحیه برنو-تسوونتری واقع شده‌است. لدتسه ۳٫۶۴ کیلومتر مربع مساحت و ۲۱۰ نفر جمعیت دارد و ۲۰۰ متر بالاتر از سطح دریا واقع شده‌است.